# Exploitation aurifère en Guinée
 (septembre 2024).
Si vous disposez d'ouvrages ou d'articles de référence ou si vous connaissez des sites web de qualité traitant du thème abordé ici, merci de compléter l'article en donnant les références utiles à sa vérifiabilité et en les liant à la section « Notes et références ».
L'exploitation aurifère en Guinée est produite dès le tout début du XVe siècle. L'or guinéen remontait sur la ville de Ceuta par les caravanes transsahariennes ; il a profité  dans un premier temps aux Arabes, puis aux Portugais. Après la prise de la ville de Ceuta (en 1415) les Portugais procédèrent à une exploration systématique des côtes ouest de l'Afrique jusqu'alors méconnues des puissances maritimes européennes au-delà du cap Bojador. Cette exploration s'est opérée sous la houlette du Prince Henri surnommé Henri le Navigateur.
En 1460, les Portugais atteignirent le Golfe de Guinée et y récupérèrent une large part du commerce dont celui de l’or des mines locales de Bambouk, de Bouré et de Lobi qui était aux mains des Arabes.

## Les revenus de la couronne portugaise
Les Portugais purent tirer de colossaux bénéfices de ce commerce, car l'or était particulièrement rare en Europe à cette époque.
Au début du XVIe siècle, le précieux métal en provenance des mines de Guinée assurait le quart des revenus de la couronne portugaise ce qui est considérable[réf. souhaitée].